# Aleksander Sęk
Aleksander Sęk (ur. 1957 w Turku) – polski fizyk, profesor zwyczajny.

## Życiorys
Ukończył studia na Uniwersytecie im. Adama Mickiewicza w Poznaniu w 1981 i rozpoczął pracę w tamtejszym Instytucie Akustyki. Pracę doktorską Zagadnienie percepcji losowych zmian amplitudy i częstotliwości w procesie modulacji sygnału akustyki obronił w 1990 (promotorem był prof. Edward Ozimek). W 1996 habilitował się na podstawie pracy Analiza funkcjonowania systemu słuchowego w oparciu o detekcję sygnałów zmodulowanych (recenzent – prof. Ryszard  Tadeusiewicz). 13 stycznia 2009 uzyskał tytuł profesora nauk fizycznych.
Zajmuje się akustyką i psychoakustyką, rozwojem aparatów słuchowych i implantów ślimakowych.
Był promotorem 4 i recenzentem 5 prac doktorskich.